# Eeklo
Eeklo (hist. Eecloo) – miasto w Belgii, w Regionie Flamandzkim, w prowincji Flandria Wschodnia, w okręgu Eeklo. Jego nazwa pochodzi od dwóch słów "eke" i "lo" - germańskich słów oznaczających dąb i rzadkie lasy. Pod względem powierzchni jest najmniejszym miastem w prowincji.

## Podział administracyjny
W skład miasta nie wchodzi żadna dzielnica (deelgemeente).

## Historia
Prawa miejskie Eeklo otrzymało w 1240 roku; przywilej został nadany przez hrabinę Joannę Flandryjską. W kolejnych wiekach bagienne tereny wokół miasta były osuszane, co pozwoliło na jego rozwój. W drugiej połowie XVI wieku, Eeklo znalazło się na pograniczu katolickiego południa i protestanckiej północy. Konflikt doprowadził do ogromnych zniszczeń w mieście i dużej migracji mieszkańców. W XVIII i XIX wieku rozwój przemysłu tekstylnego dał impuls do ponownego rozwoju miasta. Z tego okresu pochodzi większość neogotyckich budowli.

## Demografia
- Źródła: NIS, od 1806 do 1981= według spisu; od 1990 liczba ludności w dniu 1 stycznia

1 stycznia 2024 całkowita populacja Eeklo liczyła 22 401 osób. Łączna powierzchnia gminy wynosi 30,45 km², co daje gęstość zaludnienia 736 mieszkańców na km².

## Współpraca
Miejscowości partnerskie:
- Bagnols-sur-Cèze, Francja
- Braunfels, Niemcy
- Carcaixent, Hiszpania
- Feltre, Włochy
- Newbury, Wielka Brytania

## Transport
Znajduje się tutaj stacja kolejowa Eeklo.